# میسیسیپی جان هارت
میسیسیپی جان هارت (انگلیسی: Mississippi John Hurt؛ ۳ ژوئیهٔ ۱۸۹۳ or ۸ مارس ۱۸۹۲ – ۲ نوامبر ۱۹۶۶) یک موسیقی‌دان اهل ایالات متحده آمریکا بود.